# Monyake Community
Monyake Community är en gemenskap i Lesotho.   Den ligger i distriktet Mafeteng District, i den västra delen av landet, 50 km söder om huvudstaden Maseru.